# A Sociedade do Anel
The Fellowship of the Ring (A Sociedade do Anel, no Brasil, e A Irmandade do Anel, em Portugal) é o primeiro volume da trilogia O Senhor dos Anéis, escrita pelo professor e filólogo britânico J. R. R. Tolkien. É seguido de As Duas Torres e O Retorno do Rei. Foi publicado originalmente em 29 de julho de 1954 no Reino Unido.
O volume consiste de um prefácio, no qual o autor discute sua escrita de O Senhor dos Anéis, um prólogo intitulado "A Respeito dos Hobbits", e a narrativa principal no Livro I e no Livro II, que se passa na Terra Média.
Nos países lusófonos O Senhor dos Anéis - A Sociedade do Anel/ A Irmandade do Anel foi publicado primeiramente no Brasil de maneira extraoficial (Irregularmente) pela editora Artenova dividido em dois volumes, sendo o primeiro intitulado "O Senhor dos Anéis - A Terra Mágica", publicado em 1974 e o segundo "O Senhor dos Anéis - O Povo do Anel", publicado em 1975. A tradução está obsoleta para os dias atuais, contendo alguns termos considerados até mesmo "jocosos".
Com o encerramentos das atividades da primeira editora, a editora WMF Martins Fontes passou a publicar, desta vez oficialmente, o título no Brasil em 1994, com um trabalho editorial mais adequado e bem trabalhado. O livro, desta vez integralmente publicado, teve várias reedições no Brasil pela editora, sendo uma delas com a arte de capa de Geoof Taylor em 2000 e um volume único publicado em 2001. Em 2019 a editora Harper Collins passou a publicar o título no país, com mudanças de tradução em relação à da Martins Fontes que causaram muitas controvérsias entre os fãs na época.
Em Portugal a primeira editora a publicar foi a Europa-América em 1981, com uma tradução preferida até mesmo pelos leitores brasileiros à época.

## Título e publicação
Tolkien pensou O Senhor dos Anéis como uma obra de volume único dividido em seis seções que ele chamou de "livros", juntamente com extensos apêndices. A editora original, porém, decidiu dividir o trabalho em três volumes. Foi também decisão da editora nomear o terceiro volume "O Retorno do Rei". Tolkien indicou que teria preferido "A Guerra do Anel" como título, já que revelava menos da história.
Antes da decisão de publicar O Senhor dos Anéis em três volumes, Tolkien cogitava incluir em seu volume único também O Silmarillion. Ele também havia proposto títulos para as seis seções individuais. Dos dois livros que compõem o que se tornou A Sociedade do Anel, o primeiro deveria se chamar "The First Journey" ou "The Ring Sets Out". O nome do segundo seria "The Journey of the Nine Companions" ou "The Ring Goes South".

## Conteúdo
O volume contém um prólogo, para aqueles que não leram O Hobbit, e informações básicas para preparar o cenário do romance. O corpo do volume consiste no Livro I e Livro II.

### Prólogo
O prólogo explica que a obra "trata em grande parte de hobbits", contando suas origens em uma migração do leste, seus hábitos como uso da "erva-de-fumo" e de como sua terra natal, o Condado, é organizada. Ele explica a história de O Hobbit, em que o hobbit Bilbo Bolseiro encontra o Um Anel, antes na posse de Gollum.

### Livro I
A história começa com a festa do 111º aniversário de Bilbo, que mais tarde, ao partir do Condado, deixa seu Anel para que Gandalf o entregue a Frodo. O mago explica a origem d'O Anel, e prova a Frodo que este é o Um Anel de Sauron jogando-o no fogo, que revela versos escritos em élfico. No 128º aniversário de Bilbo, Frodo parte do Condado com seus amigos hobbits: Sam Gamgi, Merry Brandebuque e Pippin Tûk.
Após vários encontros com Cavaleiros Negros, e com Tom Bombadil, os hobbits chegam à Estalagem do Pônei Empinado, em Bri, onde encontram Passolargo, um guerreiro errante, que deseja guiá-los. Os hobbits, porém, se mostram duvidosos até que uma carta de Gandalf os une à caminho de Valfenda.
No caminho, Frodo é golpeado por um dos Nove Cavaleiros Negros, que os perseguem até o Vau do Rio Bruinen, onde uma inundação carrega os Nove rio abaixo.

### Livro II
Em Valfenda, Frodo reencontra Bilbo e Gandalf, e Elrond, Senhor de Valfenda convoca um conselho para decidir o destino do Anel. No Conselho estavam presentes Elrond; Erestor; Frodo Bolseiro; Bilbo Bolseiro; Gandalf, o Cinzento; Glóin; Gimli; Legolas; Glorfindel; Aragorn (Passolargo); Boromir e Galdor dos Portos. Frodo se voluntaria a levar o Anel à Montanha da Perdição, para destruí-lo, e Elrond lhe designa oito companheiros, que formarão os nove da Sociedade do Anel, se opondo aos nove Cavaleiros Negros. Assim, Frodo, Sam, Merry, Pippin, Gandalf, Aragorn, Boromir, Legolas e Gimli, representando as pessoas livres do oeste — Elfos, Anãos, Homens e Hobbits, acompanhados de um mago — formam a Sociedade do Anel.
A Companhia segue para o Sul, em direção à Moria, a cidade dos Anãos dentro da montanha, onde entram com intuito de ir a leste sem passar por Isengard, onde Saruman, o Branco, deseja controlar o Anel. Dentro de Moria, a Companhia é atacada por Orques e começam uma fuga. Na ponte da saída ele são surpreendidos por um Balrog, que ao cair da ponte arrasta Gandalf consigo.
Os outros oito seguem para Lothlórien, reino élfico dentro da floresta. Lá, eles são guarnecidos de roupas, comidas e barcos, e conhecem Galadriel, portadora do anel élfico Nenya, que dá um presente a cada membro da comitiva. Eles seguem de barco pelo rio Anduin, até Amon Hen. Lá, Boromir tenta tirar o Anel de Frodo, que foge com Sam para Mordor, desfazendo, assim, a Sociedade.

## Membros
A Sociedade do Anel, com nove membros, foi criada em oposição aos nove Cavaleiros Negros de Sauron, e com o objetivo de destruir o Um Anel. Ela se constituía de Frodo Bolseiro, portador do Anel, de Sam Gamgi, fiel companheiro de Frodo, do mago Gandalf, o Cinzento, do elfo Legolas, do anão Gimli, dos homens Aragorn e Boromir, e dos dois jovens hobbits Merry Brandebuque e Pippin Tûk. A Sociedade representa as pessoas livres do oeste — Elfos, Anões, Homens e Hobbits, acompanhados de um mago.

## Recepção Crítica
O poeta W. H. Auden escreveu uma crítica positiva no The New York Times, elogiando a empolgação e dizendo: "A invenção de Tolkien é incansável e, no nível primitivo de querer saber o que acontece a seguir, A Sociedade do Anel é pelo menos tão bom quanto Os Trinta e Nove Degraus." No entanto, ele disse que o humor leve no início "não era o forte de Tolkien". O livro foi revisto favoravelmente pelo escritor da natureza Loren Eiseley. O crítico literário Edmund Wilson, no entanto, escreveu uma crítica nada lisonjeira intitulada "Oo, Those Awful Orcs!". O romancista H. A. Blair, escrevendo no Church Quarterly Review, afirmou que o trabalho dizia "verdades poéticas", apelando para "arquétipos inconscientes", e que era um livro pré-cristão, mas religioso, com "ecos e ênfase" cristãos. O escritor de ficção científica L. Sprague de Camp, no Science Fiction Quarterly, chamou-o de um romance grande, vagaroso, colorido, poético, triste e aventureiro. O crítico católico Christopher Derrick escreveu em The Tablet que o livro era abertamente mítico, sendo um romance heróico. Em sua opinião, Tolkien exibiu "incrível fertilidade na criação de seu mundo e quase consegue conceber uma dicção elevada". O amigo de Tolkien e companheiro Inkling C. S. Lewis escreveu em Time and Tide que o livro criou um novo mundo de romance e "mito sem apontamento alegórico", com um poderoso senso de história.
A romancista Naomi Mitchison elogiou o trabalho em The New Statesman and Nation, afirmando que "acima de tudo, é uma história magnificamente contada, com todo tipo de cor, movimento e grandeza.". O poeta escocês Edwin Muir escreveu no The Observer que "A Sociedade do Anel é um livro extraordinário", mas que embora Tolkien "descreva um tremendo conflito entre o bem e o mal... suas pessoas boas são consistentemente boas, suas figuras más são sempre más".